# Briareum contortum
Briareum contortum är en korallart som först beskrevs av Kükenthal 1906.  Briareum contortum ingår i släktet Briareum och familjen Briareidae. Inga underarter finns listade i Catalogue of Life.